# Красный Огород
Красный Огород (бел. Красны Агарод) — посёлок в составе Глушанского сельсовета Бобруйского района Могилёвской области Республики Беларусь.

## История
До 20 ноября 2013 года входил в состав Гороховского сельсовета.

## Население
- 1999 год — 11 человек
- 2010 год — 1 человек